# Форт де Сан-Лоренсу

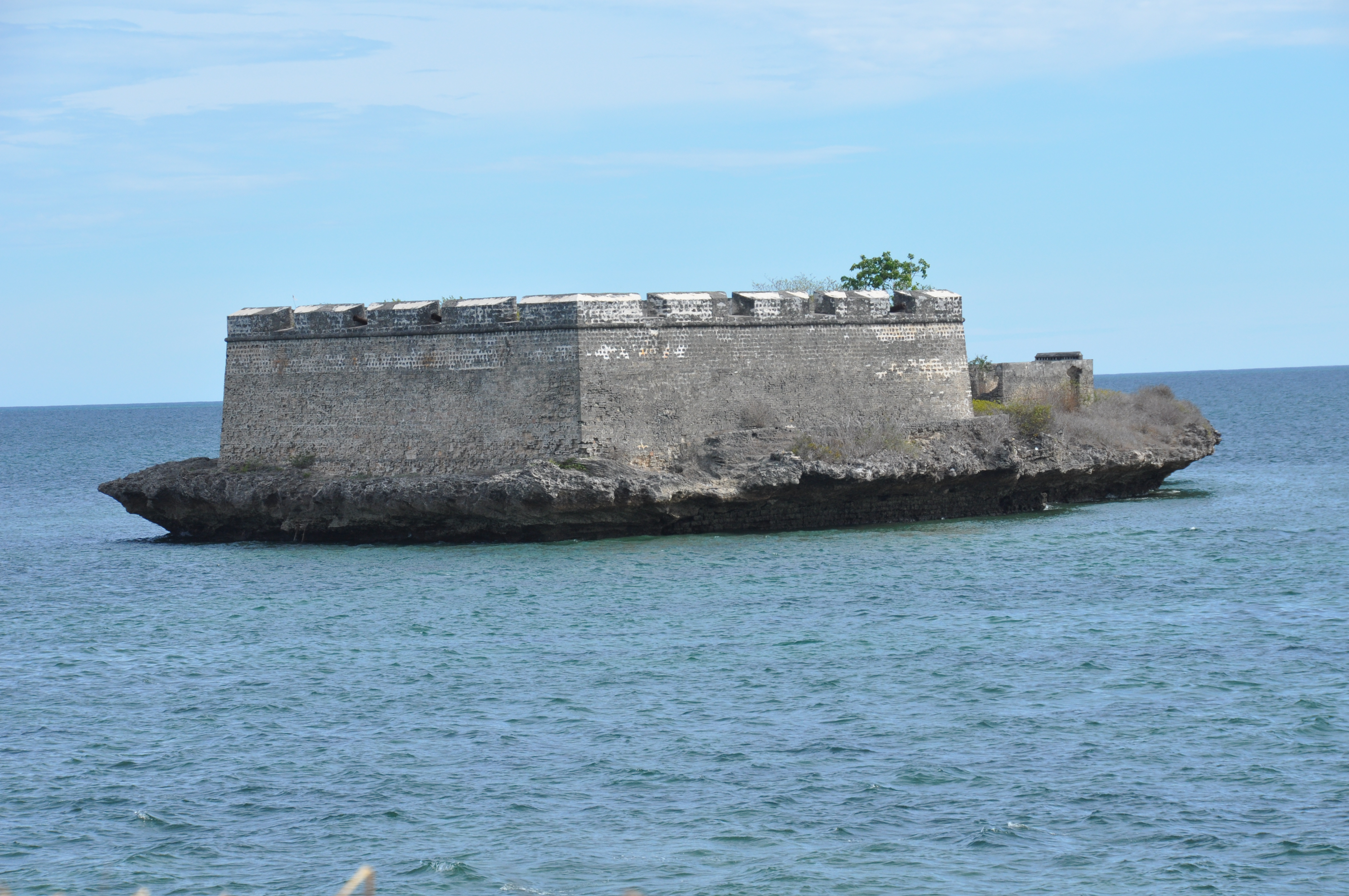
Фортім-де-Сан-Луренцу

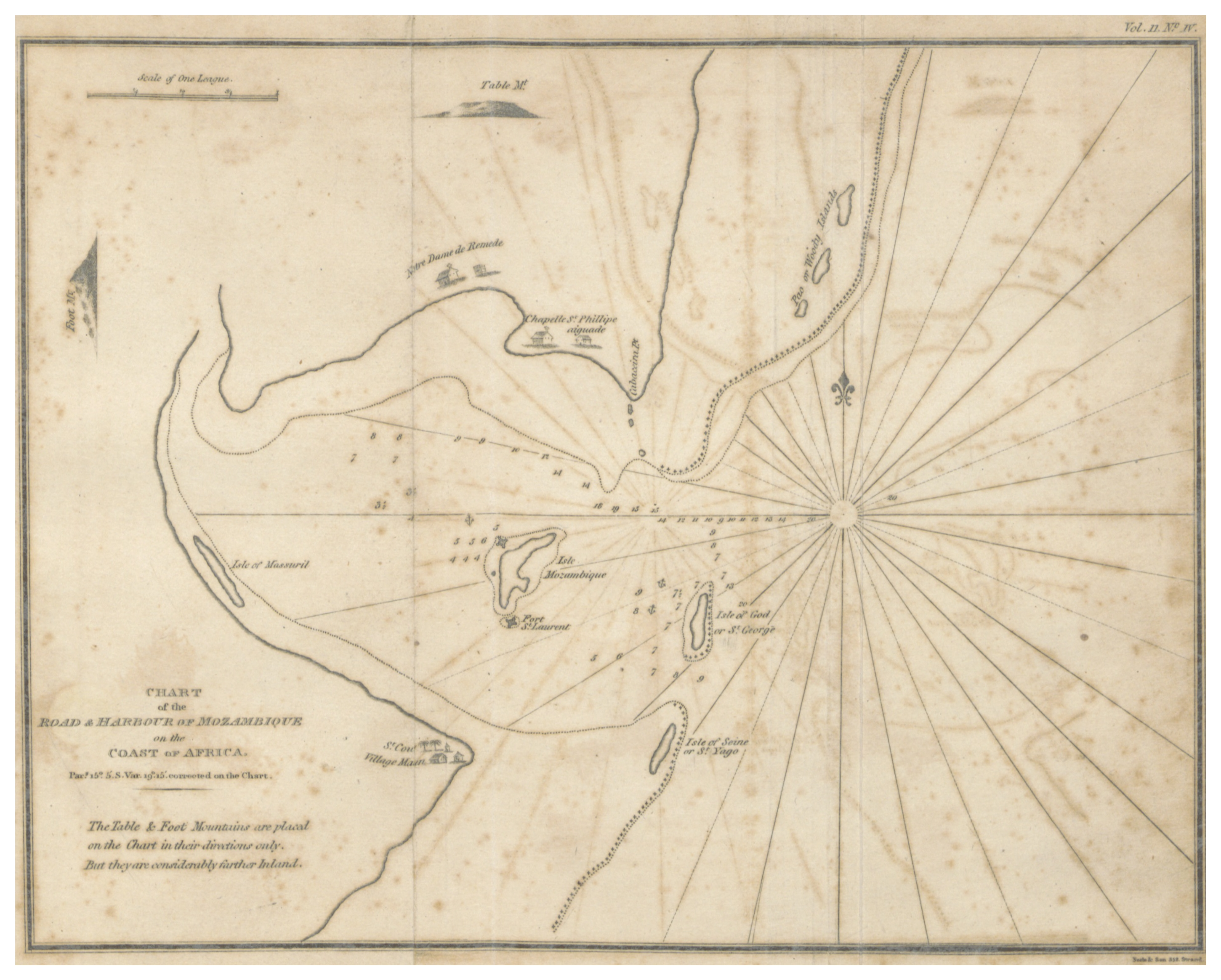
Острів Мозамбік (1810)

Форт де Сан-Лоренсу на острові Мозамбік (порт. Fortim de São Lourenço da Ilha de Moçambique) — фортифікаційна споруда, розташована на невеликому острові з однойменною назвою біля острова Мозамбік, в провінції Нампула, в Мозамбіку.

## Історія
Збудований між 1587 і 1589 роками, знесений в 1595 році, за наказом Португальської Корони. На його фундаментах було споруджено нове укріплення.
Нова фортифікаційна споруда була започаткована в 1695 р., за правління Естевау Жозе да Кошта, і була завершена в першій декаді 18 століття при Жоау Фернандеса де Альмейда. Його функція полягала в обороні південно-західного краю входу до порту Мозамбік, разом із фортецею Сан-Себастьн та фортом Святого Антонія, для чого він мав двадцять дві одиниці артилерії .

## Характеристика
Має трикутний план, з двома бастіонами.